# Teodozjusz III (prawosławny patriarcha Antiochii)
Teodozjusz III – prawosławny patriarcha Antiochii w latach 1180–1182. Podobnie jak jego poprzednicy przebywał na wygnaniu.